# Cockneys vs. Zombies
Cockneys vs. Zombies ist eine britische Splatterfilm-Komödie bzw. Horrorkomödie des Regisseurs Matthias Hoene aus dem Jahr 2012.

## Handlung
Die Brüder Terry und Andy planen einen Raubüberfall auf eine Londoner Bank, um das Altersheim ihres Großvaters vor der Schließung zu bewahren. Mit dabei sind auch ihre Cousine Katy, Davey und der psychopathische Mickey.
Derweil stoßen zwei Bauarbeiter auf einer Großbaustelle im East End auf eine Grabkammer, die sie auf eigene Faust erkunden. Prompt werden sie von zwei stark verwesten Zombies gebissen und verwandeln sich – der Beginn einer Zombieepidemie.
Davon haben Terry, Andy und Co nichts mitbekommen und überfallen die Bank. An der Flucht werden sie von herbeigeeilten Polizisten gehindert. Mickey schießt wild um sich und die fünf Bankräuber verschanzen sich wieder in der Bank, um über ihr weiteres Vorgehen zu beraten. Mickey übernimmt die Führung und nimmt zwei Geiseln, um eine Flucht zu erzwingen. Doch als sie erneut die Bank verlassen, finden sie ein großes Blutbad vor, bei dem sich fast alle Menschen in Zombies verwandelt haben. Ihnen gelingt jedoch zusammen mit den Geiseln und dem Geld die Flucht.
Auch das Altersheim, in dem Großvater Ray lebt, haben die Zombies mittlerweile erreicht. Die Rentner können sich in dem Altersheim verschanzen.
Derweil plagen die Brüder und ihre Cousine andere Probleme. Mickey will mit den Geiseln fliehen, steht jedoch nach einem Biss kurz davor, sich in einen Zombie zu verwandeln. Katie kann eingreifen und rettet eine der Geiseln.
Die Geisel Emma schließt sich den Brüdern und Katie an. Gemeinsam fliehen sie, nicht ohne sich vorher im Waffencontainer von Mickey reichlich zu bedienen, um Großvater Ray und dessen Freunden zu Hilfe zu eilen. Mit einem Doppeldeckerbus und einem Boot gelingt allen schließlich die Flucht aus dem East End.

## Hintergrund
- Cockney ist die Bezeichnung für einen englischen Dialekt in London, der zum Teil mit spezifischen Reimformen arbeitet. Im engeren Sinne bezeichnet man als Cockneys jedoch nur jene Menschen, die in Hörweite der Glocken der Kirche St Mary-le-Bow in der City of London geboren wurden.[2]

## Kritik
„Blutige Zombie-Komödie mit drastischen Effekten, aber auch mit viel Wortwitz, trockenem Humor und nahezu irrwitzigem Slapstick.“

„Rabiate und vor allem rabiat komische britische Zombie-Komödie des Deutschen Matthias Hoene, in der sich der blutige Splatter eines Peter Jackson mit dem zynischen Londoner Cockney-Humor zu einem rasanten Spaß vereint. Der comichafte Pulp-Reißer wartet auch mit britischen Altstars auf, darunter Alan Ford (‚Snatch‘) und Bond-Girl Honor Blackman. Runder Splatterspaß mit genug guten Typen, Einfällen und Zitaten, um vom Splatterkid bis zum Cineasten alle bei Laune zu halten.“